# Bjørn Sivertsen
Bjørn Sivertsen født 1957 er en tidligere dansk løber.
Sivertsen løb for Københavns IF, hans bedste resultat er en sølvmedalje fra de danske mesterskaber 1994 på halvmaraton med tiden 1:06.11.

## Personlige rekorder
- 5000 meter: 14.29.0 Glostrup Stadion 12. september 1989
- 10000 meter: 29.24.48 Århus Stadion 6. juli 1989
- 20 km landevej: 1.01.37 1989